# IiO
Nowojorską grupę iiO początkowo tworzyli producent i autor piosenek Markus Moser, urodzony w Wielkiej Brytanii oraz wokalistka Nadia Ali pochodząca z Libii. Duet zyskał rozgłos głównie dzięki przebojowi Rapture. W 2005 roku Nadia zdecydowała się opuścić zespół na rzecz kariery solowej.
Pod koniec 2001 roku ukazał się debiutancki singiel duetu zatytułowany Rapture, który osiągnął wielki sukces. Uplasował się na drugim miejscu brytyjskiej listy UK Singles Chart, oraz na 46 miejscu Billboard Hot 100 w Stanach Zjednoczonych. Na liście USA Dance znalazł się na 2. miejscu. Wielką popularnością utwór cieszył się na Ibizie, a także w Polsce.
Remiksami Rapture zajęli się m.in. Armin van Buuren, Deep Dish, Paul Van Dyk czy chociażby duet John Creamer & Stephane K. Drugim singlem zespołu był cieszący się niemałą popularnością At The End. Utwór znalazł się na 1. miejscu listy najchętniej kupowanych singli w Hiszpanii, a w Wielkiej Brytanii na pozycji 20.
Pierwszy album IIO zatytułowany 'Poetica' kilkukrotnie miał przekładaną premierę. Ostatecznie ukazał się w marcu 2005 roku. Znalazło się na nim 15 utworów utrzymanych w stylu dance. Zespół wydał jeszcze 4 single z czego dużym sukcesem cieszyły się Kiss You (3. miejsce na USA Dance, 11. na USA Dance Airplay) oraz Is It Love? (1. miejsce na USA Dance i 6. na USA Dance Airplay).
W sześć lat po wydaniu pierwszego singla ukazała się jego nowa wersja, która dotarła do trzeciego miejsca amerykańskiego notowania USA Dance Charts.

## Dyskografia

### Albumy
- 2005 'Poetica'
- 2007 'Reconstruction Time: The Best Of iiO Remixed'

### Single
- 2001 Rapture
- 2002 At the End
- 2003 Smooth
- 2004 Runaway
- 2005 Kiss You
- 2006 Is It Love?
- 2007 Rapture 2007
- 2008 Rapture Reconstruction: Platinum Edition